# Pointe du Béluré
La pointe du Béluré est située sur la commune de l'Île-d'Arz (Morbihan).

## Géographie
Cette pointe forme la pointe nord de l'île.

## Description du site
La pointe de Béluré est le lieu de débarquement des navettes de liaison entre l'Île-d'Arz et la ville de Vannes. C'est un lieu d’activités ostréicoles et agricoles. Elle fait face aux îles Brenec, à 600 mètres à l'ouest, et Boëdic à 1 200 mètres au nord.

### Liens Internes
- Île-d'Arz
- Port de Béluré
- Pointe de Berno
- Pointe de Bilhervé
- Pointe de Brouel (Île-d'Arz)
- Pointe de Liouse
- Pointe de Nénézic
- Liste des pointes du golfe du Morbihan